# Union économique
Ne doit pas être confondu avec Union économique (entreprise).

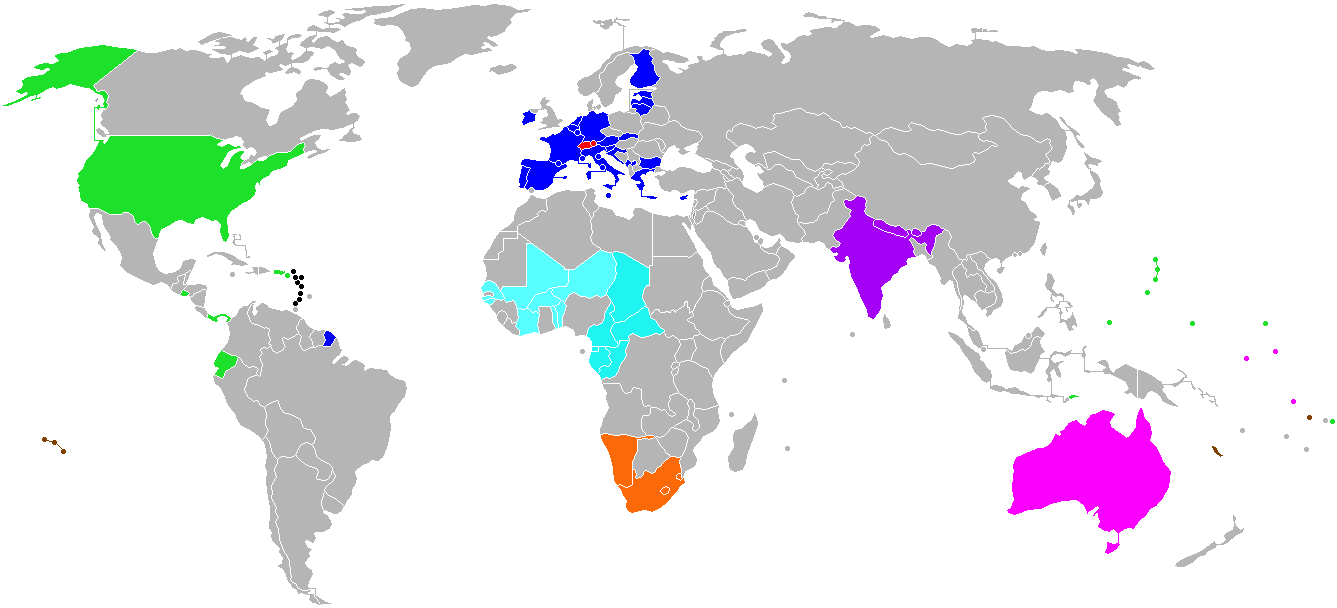
Carte du monde avec les différentes unions économiques entre les États dans différentes parties du monde en couleurs

Une union économique est un ensemble de pays dont les membres ont harmonisé leurs différentes politiques économiques et fiscales. L'ensemble forme un marché commun.
L’Union européenne a mis en place une union économique et monétaire, et donc le marché commun européen.